# Roland Delmenhorst
Roland Delmenhorst (offiziell: Fußballclub Roland Delmenhorst von 1912 e.V.) war ein Sportverein aus Delmenhorst. Die erste Fußballmannschaft spielte ein Jahr in der höchsten Amateurliga von Bremen und acht Jahre in der höchsten Amateurliga von Niedersachsen. Im Jahre 1969 gewann der Verein den Niedersachsenpokal.

## Geschichte
Am 18. Februar 1912 gründeten Mitglieder einer ehemaligen Straßenfußballmannschaft den FC Roland Delmenhorst. Der Vereinsname ist dem Bremer Roland angelehnt. Der der Norddeutschen Wollkämmerei & Kammgarnspinnerei nahestehende Verein konnte im Jahre 1939 die Kreismeisterschaft gewinnen, verpasste jedoch den Aufstieg nach einer 1:3-Niederlage gegen Bremerhaven 93. Nach dem Ende des Zweiten Weltkrieges stieg die Mannschaft 1948 in die Amateurliga Bremen auf und wurde auf Anhieb Vizemeister hinter dem SV Hemelingen. Im Jahre 1949 wechselte der FC Roland in den Spielbetrieb des Niedersächsischen Fußballverbandes.
Der Verein wurde in die Amateuroberliga Niedersachsen-West aufgenommen und konnte in der Saison 1949/50 die Herbstmeisterschaft erringen, fiel aber nach einer Heimspielsperre auf Platz vier zurück. In den folgenden Jahren kämpfte die Mannschaft gegen den Abstieg. 1953 sicherten sich die Delmenhorster den Klassenerhalt nach einem 3:1-Sieg im Entscheidungsspiel gegen den TuS Varel. Zwei Jahre später sicherte sich der FC Roland den Klassenerhalt durch ein Entscheidungsspielsieg über den VfL Oldenburg. Im Jahre 1957 stieg die Mannschaft als Tabellenletzter schließlich ab.
In der drittklassigen Amateurliga 2 kam die Mannschaft nicht über Mittelfeldplatzierungen hinaus und qualifizierte sich 1964 knapp für die neu geschaffene, viertklassige Verbandsliga West. Dort wurde der FC Roland 1969 Vizemeister hinter Viktoria Georgsmarienhütte und gewann nach einem 2:0-Finalsieg den Niedersachsenpokal gegen die Amateure von Hannover 96. Ein Jahr später wurde die Mannschaft Meister, verpasste aber in der Aufstiegsrunde den Aufstieg in die Landesliga Niedersachsen.
In den frühen 1970er Jahren kämpfte die Mannschaft gegen den Abstieg. Am 13. Juli 1973 fusionierte der Verein mit dem langjährigen Lokalrivalen SSV Delmenhorst und dem VSK Bungerhof zum SV Atlas Delmenhorst. Aus diesem wurde 1999 der Delmenhorster SC, der im Jahre 2002 aufgelöst wurde.